# VIRGIN FLIGHT '86 MIHO NAKAYAMA FIRST CONCERT
『VIRGIN FLIGHT '86 MIHO NAKAYAMA FIRST CONCERT』（バージン・フライト エイティー・シックス ミホ・ナカヤマ・ファースト・コンサート）は、中山美穂の1作目のライブビデオ。1986年7月21日にキングレコードからリリースされた（K-48V-48）。

## 解説
- 初のコンサートツアー「VIRGIN FLIGHT」（全国5公演）から、1986年4月5日の中野サンプラザ公演を収録している。
- 翌月には収録曲を若干変えて、ライブアルバム『VIRGIN FLIGHT '86 中山美穂ファースト・コンサート』が発売された。
- 6曲目の「ラストシーンに愛をこめて」は倉橋ルイ子のカバー、7曲目の「モナリザ」は中森明菜が1985年に発売したアルバム『D404ME』収録曲のカバーである。
- 2003年に発売された『Miho Nakayama Complete DVD BOX』に収納されている。
- 「C」、生意気、色・ホワイトブレンド、BE-BOP-HIGH SCHOOLの4曲は2015年発売『30th Anniversary THE PERFECT SINGLES BOX』収納の特典DVDに収録。
- 2020年に発売される『All Time Best』の初回限定盤には本作のHDリマスタリング版を収録したBlu-ray Discが付属。

## 収録曲
1. 「C」
2. あいつ
3. HEART BREAK
4. 生意気
5. 放課後
6. あ・そ・び
7. ラストシーンに愛をこめて
8. モナリザ
9. 「U」
10. ときめきの季節（シーズン）
11. 色・ホワイトブレンド
12. BE-BOP-HIGHSCHOOL
13. 「C」(ENCORE)
14. BE-BOP-HIGHSCHOOL (ENCORE)